# Транзисторна модель
Транзистори прості пристрої зі складною поведінкою. Для того, щоб забезпечити надійну роботу схеми використання транзисторів, треба з наукової моделі фізичного явища, спостережувані при їх експлуатації з використанням транзисторних моделей. Існує безліч різних моделей, які варіюються в складності і призначення. Транзисторні моделі поділяються на дві великі групи: моделі для проектування пристроїв і моделей для схемотехнічного проектування.

## Моделі для проектування пристроїв
Сучасний транзистор має внутрішню структуру, яка використовує складні фізичні механізми. Пристрій конструкції вимагає детального розуміння того, як пристрій виробничих процесів, таких як іонна імплантація, дифузія домішок, оксид зростання, відпалу і травлення впливають на пристрій поведінки. Процес моделі моделювати технологічні операції і забезпечити мікроскопічне опис пристрою «геометрія» у тренажер. «Геометрія» не означає легко визначити геометричні особливості, такі як плоска або оберніть навколо ворота структуру, або опуклостей і поглиблень форми витоку і стоку (див. рис. 1 на пам'ять пристрою з якимись незвичайними моделювання проблем, пов'язаних з зарядка плаваючого затвора, лавиноподібний процес). Це також відноситься до деталей всередині структури, такі як допінг профілі після завершення пристрої обробки.

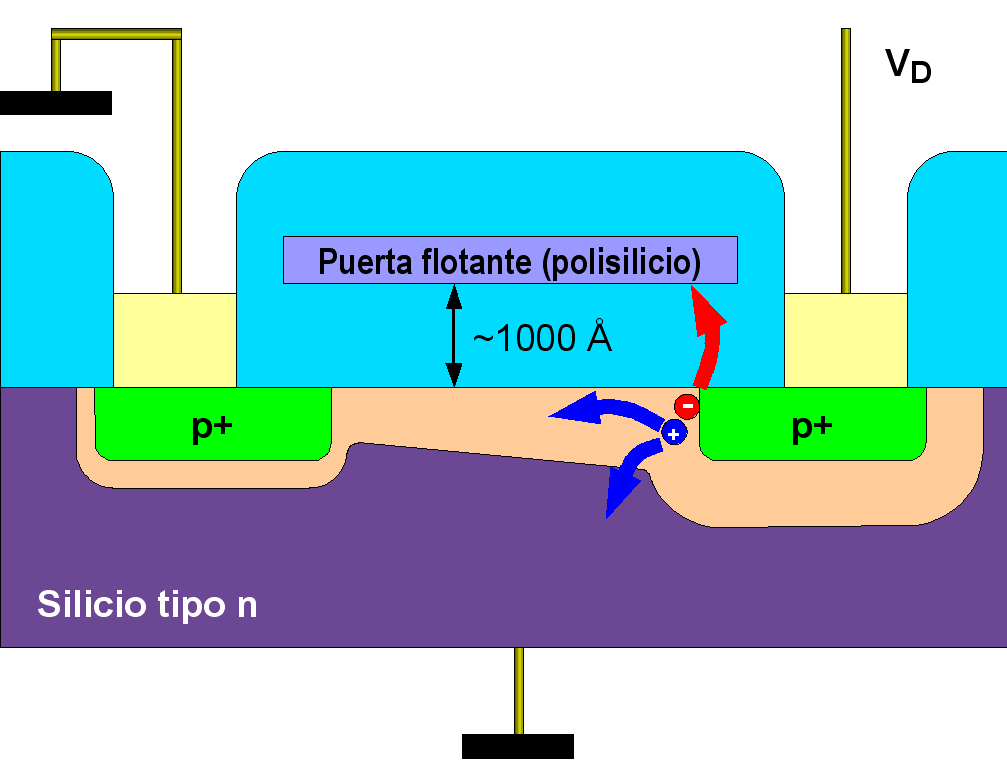
Малюнок 1: плавучого затвора лавинної інжекції пам'яті пристрою ФАМОС

З цієї інформацією про те, що пристрій виглядає як апарат симулятор моделює фізичні процеси, що відбуваються в пристрої, щоб визначити його електричні властивості в різних умовах: постійний струм-напруга поведінка, перехідний поведінка (як більш-сигналу і малим рівнем сигналу), залежність від компонування пристрою (довга і вузька порівняно короткі і широкі, або гребінчастими проти прямокутна, або, ізольовані проти наближене до інших пристроїв). Ці моделі розповісти пристрій конструктора, є пристрій процес буде виробляти пристрої з електричним поведінки, необхідних ланцюга дизайнер, і використовується для інформування процесу дизайнера про будь-яких необхідних технологічних поліпшень. Коли процес близький до виробництва, прогнозовані характеристики пристрою порівняно з вимірюванням на тестові пристрої, щоб перевірити, що процес і пристрій моделі працюють адекватно.
Хоча давно пристрою моделируемое поведінка в цьому випадку була дуже проста — в основному дрифт плюс дифузії в простої геометрії — сьогодні багато процеси повинні бути змодельовані на мікроскопічному рівні, наприклад, струми витоку в місцях з'єднань і оксидів, складних транспортних перевізників, у тому числі швидкість насичення і балістичний транспорт, квантово-механічні ефекти, використання декількох матеріалів (наприклад, Сі-мовчання пристроїв і стеки різних діелектриків) і навіть статистичні ефекти через імовірнісний характер іонного розміщення і переносу носіїв заряду всередині приладу. Кілька разів на рік змінювалися технології та моделювання повторюється. Моделей може вимагати зміни з урахуванням нових фізичних ефектів, або для забезпечення більшої точності. Підтримання і вдосконалення цих моделей є бізнес сам по собі.
Ці моделі дуже інтенсивної комп'ютер, з докладним просторових і тимчасових рішень, пов'язаних диференціальних рівнянь в приватних тривимірної мережі всередині пристрою. Такі моделі не поспішають бігти і надати деталь не потрібна для схемотехніки. Тому, швидше транзисторних моделей, орієнтованих на схеми параметри використовуються для схемотехніки.

## Моделі для схемотехніки
Транзисторні моделі використовуються для майже всіх сучасних електронних проектні роботи. Аналогова схема тренажерах, таких як Спайс використання моделі для прогнозування поведінки конструкції. Більшість проектних робіт, пов'язаних з інтегральною схемою конструкції, які мають дуже велику вартість оснастки, в першу чергу для фотошаблонів, які використовуються для створення пристроїв, і є великий економічний стимул, щоб отримати дизайн без будь-яких ітерацій. Повної і точної моделі дозволяють великий відсоток проектів, щоб працювати в перший раз.
Сучасні ланцюга, як правило, дуже складні. Виконання таких схемах важко передбачити без точної комп'ютерної моделі, в тому числі, але не обмежуючись моделі використовуваних пристроїв. Пристрій моделі включають ефекти транзистора макета: ширина, довжина, змикання зубів, близькість до інших пристроїв; перехідних процесів і постійного струму вольт-амперні характеристики; паразитарних пристрій, ємність, опір і індуктивність; час затримки; і температурних впливів; для комфорту користування.

### Великого сигналу, нелінійні моделі
Нелінійні, або великого сигналу транзистор моделі діляться на три основних типи:
Фізичні моделі
Ці моделі, засновані на пристрої фізики, на основі наближеного моделювання фізичних процесів в транзисторі. Параметри в цих моделях, засновані на фізичних властивостях, таких як оксид товщини, підкладки допінг концентрації, рухливості носіїв і т. д. В минулому ці моделі широко використовувалися, але складність сучасних пристроїв робить їх недостатньо для кількісного дизайн. Тим не менш, вони знаходять місце в ручній аналіз (тобто на концептуальному етапі схемотехнічного проектування), наприклад, для спрощеної оцінки сигналу-гойдалки обмежень.
Емпіричні моделі
Моделі цього типу повністю засноване на кривій, використовуючи будь-які функції та значення параметрів найбільш адекватно відповідати виміряних даних для забезпечення моделювання роботи транзистора. На відміну від фізичної моделі, параметри емпіричної моделі, необхідно мати фундаментальну основу, і буде залежати сторона процедура, використовувана, щоб знайти їх. Штуцер процедури є ключем до успіху цих моделей, якщо вони будуть використані для екстраполяції конструкцій, що лежать за межами діапазону даних, до яких ці моделі були встановлені спочатку. Така екстраполяція-це надія на такі моделі, але повністю не реалізовані й досі.

### Малого сигналу лінійної моделі
Малим рівнем сигналу або лінійних моделей, що використовуються для оцінки стабільності, посилення, шуму і пропускної здатності, як у концептуальній стадії схемотехнічного проектування (на вибір між альтернативними дизайнерських ідей до комп'ютерного моделювання виправдано) і з використанням ЕОМ. У режимі малого сигналу моделі генерується шляхом взяття похідних вольт-амперних кривих про упередженість або точка Q-точка. Тих пір, поки сигнал малий у порівнянні з нелінійністю пристрій, похідні не міняються істотно, і може розглядатися як стандартні лінійні схеми елементів.
Велика перевага малого сигналу моделі вони можуть бути вирішені безпосередньо, а великого сигналу, нелінійні моделі, як правило, вирішується ітераційно, з можливістю зближення і стабільності питань. По спрощенню до лінійної моделі, весь апарат для розв'язання лінійних рівнянь стає доступним, наприклад, одночасних рівнянь, визначників і теорії матриць (часто вивчається як частина лінійної алгебри), особливо Крамера. Ще однією перевагою є те, що лінійна модель легше обдумати, і допомагає організувати думки.

#### Малосигнальних параметрів
Параметри транзистора представляють свої електричні властивості. Інженери використовують транзистор параметри у виробництві-line тестування і схемотехніка. Групи параметрами транзистора, достатніми для прогнозування контуру підсилення, вхідний опір і вихідний опір компоненти в його малосигнальная модель.
Велика кількість різних чотириполюсника параметр може бути використаний для моделювання транзистора. До них належать:
- Передачі параметрів (Т-показники),
- Гібрид-параметри (H-параметри),
- Параметрами імпедансу (Z-параметри),
- Прийом параметрів (параметри), і
- Параметри розсіяння (s-параметрів).

Розсіювання параметрів, або параметрів, можуть бути виміряні на транзисторі з заданого зміщення точки с вектор мережевий аналізатор. Параметри s може бути перетворена в інший набір параметрів з використанням стандартних матричної алгебри операції.

## Популярні моделі
- Модель Гуммеля—Пуна
- Еберса–Молла модель
- BSIM3 (див. моделі bsim)
- BSIM4
- BSIMSOI
- Модель МОН-транзистора екв (див. також його вебсайті в ЄПФЛ)
- ПСП
- HICUM
- MEXTRAM
- Гібрид-Pi модель
- H-параметри моделі